# Ботичино (Лука)
Ботичино је насеље у Италији у округу Лука, региону Тоскана.
Према процени из 2011. у насељу је живело 138 становника. Насеље се налази на надморској висини од 236 м.